# Ölfeldfahrzeug
Der Begriff Ölfeldfahrzeug oder auch Ölfeldtruck bezeichnet eine Gruppe mitunter sehr unterschiedlicher Lkw, die für die Arbeit im Ölfeldbetrieb eingesetzt und oft auch speziell für diese konstruiert werden. Da sich viele Ölfelder in Ländern wie den Vereinigten Arabischen Emiraten, der Türkei oder auch Russland befinden, ist für diese Fahrzeuge eine hohe Geländegängigkeit, insbesondere in Schnee und Sand, unabdingbar.

## Unterteilung
Man kann diese Fahrzeuge grob in drei Kategorien unterteilen, in Abhängigkeit von dem Grad ihrer speziellen Konstruktion und den Aufgaben, die sie erfüllen.

### Kategorie 1
Die erste Kategorie, die technisch einfachste Stufe, beinhaltet normale Lkw, die lediglich mit Allradantrieb und gröberen Reifen bestellt wurden. Diese Fahrzeuge sollen  normal große und schwere Lasten, beispielsweise Wassercontainer, zu den Ölfeldern bringen und können dazu mehr oder minder gut ausgebaute Straßen befahren. Abgesehen von temperatur- und untergrundbedingten schlechteren Arbeitsumständen arbeiten diese Fahrzeuge wie gewöhnliche Lkw z. B. in Europa.
Diese Trucks werden dann auch im Regelfall von üblichen Herstellern angeboten. Abgesehen von den teilweise auch von einheimischen Sonderfirmen nachträglich montierten Sandreifen/Sumpfreifen sind diese Lkw technisch weitestgehend Serienfabrikate, Allradantrieb gehört bei vielen Herstellern ohnehin zu den verfügbaren Ausstattungsmerkmalen.

### Kategorie 2
Die zweite Kategorie beinhaltet von der Konstruktion her bereits unterschiedliche Fahrzeuge. Diese Trucks müssen meistens deutlich abgelegenere Ölfelder oder andere Einsatzgebiete anfahren, zu denen es keine oder deutlich schlechtere Straßen gibt. Zusätzlich werden diesen Fahrzeugen meist auch deutlich schwerere Lasten aufgebürdet, zum Beispiel auf Tiefladern verstaute Bulldozer zur Sandräumung oder Teile von Wohnanlagen für die Arbeiter. Aus diesen Gründen sind diese Fahrzeuge in der Regel äußerst stabil gebaut und erreichen nicht zuletzt durch die häufig verwendeten enorm großen Sandreifen Überbreite. Breiten von 3 oder auch 3,5 Meter sind die Regel, weswegen diese Fahrzeuge auch in Ländern mit deutlich großzügigeren Platzverhältnissen als denen Europas selten im Straßenverkehr zu sehen sind.
Diese Ölfeldtrucks sind in den meisten Fällen Spezialanfertigungen, von denen es selten mehr als zehn identische Einheiten gibt. Die Hersteller fügen auf Kundenwunsch spezielle sehr schwere Achsen (z. B. von Kessler), Standardfahrerhäuser (also normale Kabinen von Mercedes-Benz, DAF etc.), leistungsstarke Motoren (meistens von Cummins, Caterpillar oder Mercedes-Benz) und ihren meist selbst konstruierten Rahmen zu Konstruktionen zusammen.
Diese Lkw sind üblicherweise in Haubenbauweise konstruiert, um die großen Motoren (18 Liter Hubraum und mehr sind nicht unüblich) und die für die Wüste bzw. Tundra nötige Kühlung/Heizung gut unterbringen zu können.
Die allermeisten dieser Fahrzeuge haben drei angetriebene Achsen, von denen die vordere gelenkt ist. Die hinteren beiden Achsen sind meist für enorme Lasten ausgelegt (20 Tonnen Achslast pro Achse und mehr), aber auch die Frontachse ist häufig überschwer.
Daraus resultiert dann auch die häufig sehr hohe Sattellast von nicht selten 50 Tonnen, mehr als ein Panzertransporter. Da manche dieser Fahrzeuge einen sehr großen Abstand zwischen der ersten und zweiten Achse haben, können sie mit wenig Umrüstungsaufwand vom Sattelschlepper zum Solotransporter umfunktioniert werden.
Als Zugmaschinen sind diese Fahrzeuge mit ihren bis zu 700 PS Leistung häufig für ein Gesamtzuggewicht von über 200 Tonnen ausgelegt. Solche Lasten werden zwar auch von deutlich kleineren und leichteren Zugmaschinen z. B. von MAN in Europa bewegt, allerdings nicht abseits von gut befestigten Straßen, geschweige denn in schwerem Sand.
Um diesen enormen Anforderungen gewachsen zu sein, sind diese Fahrzeuge in der Regel mit Sandreifen ausgestattet und haben nicht selten diverse andere Offroad-Einrichtungen wie Sperren an Bord.
Zuverlässigkeit und Qualität sind bei diesen Trucks Voraussetzung (pannenbedingtes Ausbleiben wichtiger Teile für einen Ölfeldbetrieb schmälert den Umsatz). Deswegen müssen die Hersteller einkalkulieren, dass ihre Konstruktionen meist über mehrere Jahrzehnte unter ungünstigen Bedingungen und in Ländern mit häufig unterdurchschnittlichen Wartungsmöglichkeiten schwerste Lasten an Orte bringen müssen, die ansonsten kein Geländewagen mehr erreichen würde. Aus diesen Gründen ist dieser Markt empfindlich, Mängel werden von den dünn gesäten Kunden nicht toleriert und können den Ruf eines Herstellers für lange Zeit ruinieren. Aufgrund der sehr speziellen Fertigungsweise und der extrem geringen Stückzahlen sind die Preise entsprechend. Einzelne Firmen wie z. B. Kenworth, die schon einen gefestigten Ruf haben, geben die Preise vor, die von den neuen Herstellern unterboten werden müssen, um sich zu etablieren.

#### Hersteller
Der bekannteste Hersteller dieser Fahrzeugkategorie ist die US-amerikanische Firma Kenworth mit ihrem Bestseller 953 und 953 Super, einem klassischen Ölfeldtruck mit langem Radstand, eines der wenigen Fabrikate, welches man in verschiedenen Ländern antreffen kann. Kenworth gehört zur Paccar-Gruppe und kann die Fahrzeuge auch zum Großteil aus firmeneigenen Komponenten bauen. Nach Kenworth ist die Firma Oshkosh der größte Mitbewerber in diesem Segment. Da dieser Hersteller im Militärsektor der USA eine große Rolle spielt, hat er sehr viel Erfahrung mit Offroadfahrzeugen und baut das meiste (z. B. die Fahrerkabine) an seinen Fahrzeugen ebenfalls selbst, die Achsen aber stammen überwiegend von Rockwell.
Oshkosh baute mit der inzwischen eingestellten J-Serie die größten Ölfeldfahrzeuge mit über 3,5 Meter Breite.

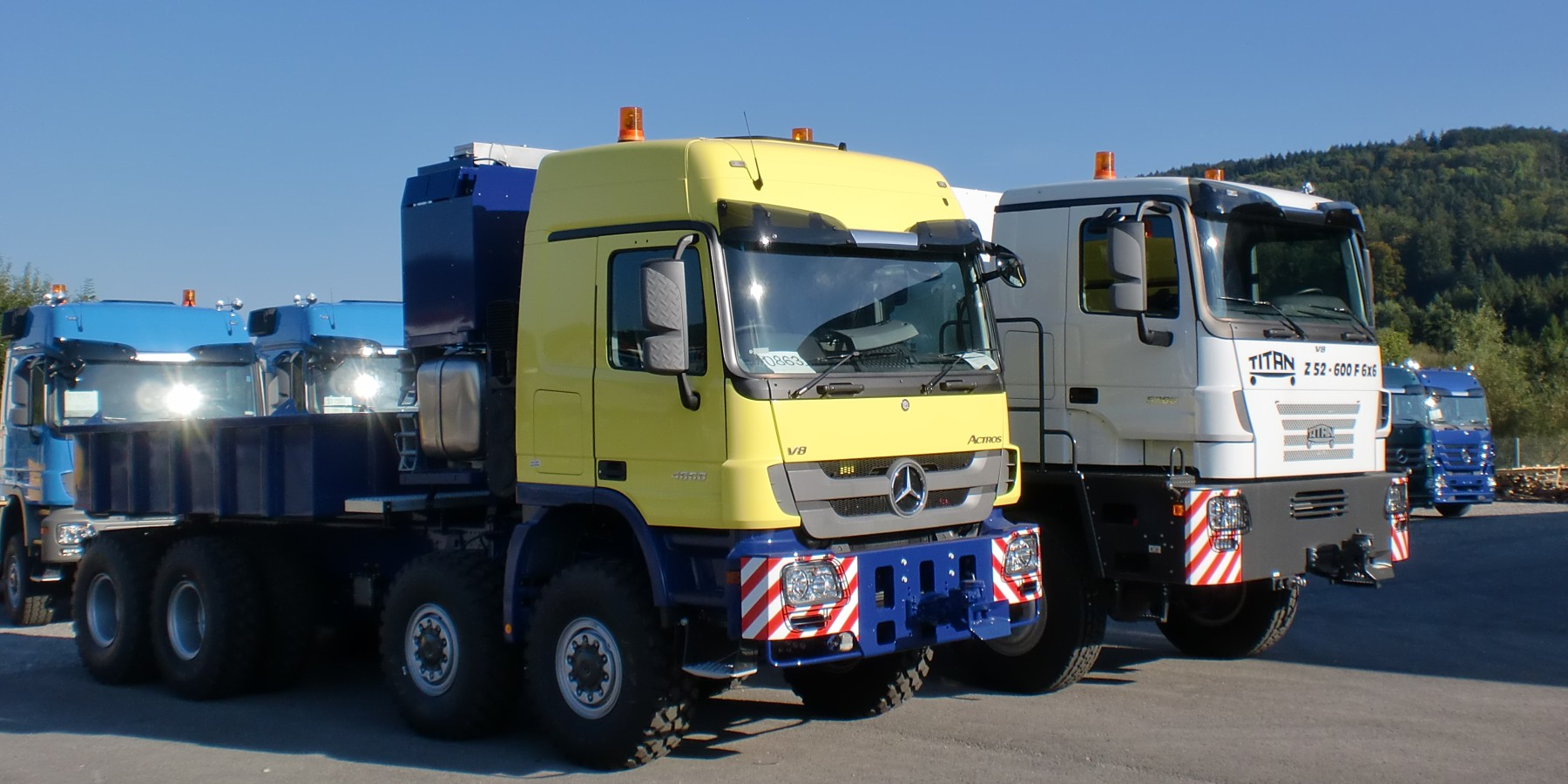
Von Titan Spezialfahrzeuge gebaute Schwerlastzugmaschinen: Mercedes-Benz Actros 4860 SLT 8x8 (gelb/blau) neben dem Ölfeldfahrzeug TITAN Z 52 609 F 6x6 (weiß)

Mack ist der nächste und letzte große Mitbewerber in diesem Bereich. Ansonsten eher für seine Zugmaschinen für die australischen Road Trains bekannt, konstruiert Mack eher selten und auch eher kleinere Ölfeldfahrzeuge. Die belgische Firma Mol gilt als  der erfolgreichste europäische Hersteller. Die Fahrerhäuser stammen meist von anderen Firmen, die Achsen von Kessler und die Motoren von Cummins. Die vom Design her sehr simplen Motorhauben und der Rest sind die eigentlichen Mol-Teile. Titan Spezialfahrzeuge ist der Name der bekanntesten deutschen Firma, die solche Fahrzeuge herstellt. Titan verwendet Kessler-Achsen sowie Fahrerhäuser und Motoren von Mercedes-Benz Actros. Nach den Erfolgen früherer Zeiten versucht Titan derzeit wieder vermehrt, in diesem Segment Fuß zu fassen. Ein anderer deutscher Nutzfahrzeug-Hersteller, der bereits seit über 30 Jahren in den Ölfeldern Afrikas und Chinas zu finden ist, ist die Firma DOLL Fahrzeugbau aus dem badischen Oppenau. DOLL fertigt Ölfeld-Aufbauten, Gin-Pole-Trucks, Pipeline-Transporter, Sattelauflieger, Schlammtank-Aufbauten etc. DOLL Fahrzeugbau (350 Mitarbeiter, rund 100 Mio. Euro Umsatz) ist bekannt vor allem aus den Segmenten Schwertransport- und Langholz-Transport-Fahrzeuge. Im Letzteren ist DOLL Weltmarktführer. Es gibt mitunter diverse ehemalige Militärkonstruktionen aus der Sowjetunion, meistens von KZKT, MAZ, MZKT, KrAZ oder ZIL, die für ähnliche Aufgaben wie oben beschrieben eingesetzt werden.
Ein neuer Produzent von Ölfeldfahrzeugen ist die Firma Paul Nutzfahrzeuge, welche im Jahr 2012 den PAUL Heavy Mover vorstellte, der Fahrzeugkomponenten und die Motor- und Antriebstechnik von Mercedes-Benz verwendet.

## Dritte Kategorie
Die dritte Kategorie bilden ganz besondere Konstruktionen für Einsatzgebiete, die derart unzugänglich sind, dass sie von einem klassisch aufgebauten Lkw nicht mehr befahren werden können. Diese Fahrzeuge fahren meist auf fast schon walzenartigen Reifen, die nur durch spezielle Konstruktionsweisen überhaupt brauchbar unter dem Fahrzeug angebracht werden können. Diese kaum mehr als solche erkennbaren Trucks transportieren keine schweren Lasten auf Anhängern und auch ihre eigene Zuladung ist eher geringer, da es für sie besonders wichtig ist, einen niedrigen Bodendruck auszuüben. Deswegen handelt es sich hier auch nicht selten um Kettenfahrzeuge.
Innerhalb dieser Fahrzeuggruppe gibt es von den Herstellern fertige Modellauswahlen, Spezialanfertigungen sind eher die Ausnahme.
Die bekanntesten Hersteller sind die kanadische Firma Foremost und der Konkurrent Rolligon.